# Никола Хаджитанев
Професор Никола Хаджитанев е гравьор на илюстрации по произведенията на най-големите писатели и поети от България. Сред тях са книгите на Чудомир, Иван Вазов, Ангел Каралийчев, Йордан Йовков, Елин Пелин, Николай Райнов, Любен Каравелов, Омар Хаям и Хафез и „Приказки от 1001 нощ“.

## Биография
Никола Хаджитанев е роден на 13 април 1938 г. в град Чирпан в семейството на учители – Благой и Кирики Хаджитаневи. Баща му е учител по рисуване, завършил Художествената академия в гр. София със специалност „Резба“, а майка му е от чиновническо семейство.
Началото на художник прави на 6 – 7-годишна възраст, на погребението на дядо си. По-късно баща му го запознава с хора от тази гилдия.
Средното си образование Хаджитанев завършва в ЕСПУ „П. К. Яворов“ в гр. Чирпан през 1956 г. Същата година е приет във Висшия институт по изобразително изкуство „Николай Павлович“, гр. София (дн. Националната художествена академия) със специалност „Графика“, водена от проф. Илия Бешков, а в последствие от проф. Веселин Стайков и проф. Евтим Томов. Именно под ръководството на последния завършва академията и защитава дипломната си работа през 1962 г.
Първоначално Хаджитанев започва работа като учител по рисуване в Първа гимназия в гр. Стара Загора, а по-късно печели конкурс и е назначен за преподавател по изобразителни изкуства в Института за детски и начални учители в същия град. През 1966 г. е уредник на Художествената галерия в гр. Стара Загора.
На 05 май 1967 г. печели конкурс за асистент и е назначен за редовен преподавател във Великотърновския университет „Св. св. Кирил и Методий“, Факултета по изобразително изкуство.
От 1971 г. Хаджитанев е ръководител на катедра „Графика“ във Факултета по изобразително изкуство, а от 1976 г. до 1984 г. – декан на същия факултет. От 1974 г. е доцент, а от 1991 г. – професор в университета. Един от четиримата „professor honoris causa“ на Факултета по изобразително изкуство.
Заедно със скултура Панайот Димитров – Понката, проф. Йордан Андреев, арх. Теофил Теофилов и др. през 1978 г. учредява „Петъчника“ – институция с място в културния живот на гр. Велико Търново.
Заедно с Теофил Теофилов, проф. Атанас Божков и проф. Александър Терзиев участва в създаването на концепцията за възстановяване и украса на църквата „Свети Димитър“, която през 1997 г. е обявена за паметник на културата с национално значение.
Проф. Хаджитанев участва и в реставрирането като автор на част от интериора на църквата „Св. Четиридесет мъченици“ в гр. Велико Търново, където работи с тясно сътрудничество отново с Теофил Теофилов и проф. Любен Прашков. Автор е на проекта за олтарната преграда в църквата, по негови идеи са направени голямата северна и южната малка порта на храма, работи и върху плочите на петте гроба, които са възстановени в храма.
Автор е на едно от най-красивите сграфито пана в гр. Велико Търново – „Търновска книжовна школа“ на пл. Велчова завера.
Заедно с Александър Алексиев е съавтор на графиката на фасадата на ОД МВР – Велико Търново.
Хаджитанев е автор на 16 самостоятелни изложби и десетки участия, съвместно с други негови колеги. Негови графични творби са собственост на галерии в Букурещ, Краков, Полтава, Москва, София и Стара Загора. Има съвместни изяви със скулптора Панайот Димитров – Понката.
Почива на 28 февруари 2025 г. във Велико Търново.

## Награди и отличия
Проф. Никола Хаджитанев е член на Съюза на българските художници от 1964 г., носител на специалната награда на Комитета за култура през 1969 г. и на ордена „Св. св. Кирил и Методий“. През 2007 г. е удостоен с наградата „Велико Търново“, а през 2018 г. му е връчен почетният знак на кмета на Община Велико Търново.